# Cornufer guentheri
La rana cornuta delle isole Salomone (Cornufer guentheri Boulenger, 1884) è una rana appartenente alla famiglia Ceratobatrachidae.

## Descrizione
È una rana di medie dimensioni, comprese fra i 5 e gli 8 cm, e le femmine sono più grandi dei maschi.
La testa è piatta e triangolare e la colorazione piuttosto variabile. Questa specie presenta, più evidenti nei maschi, delle pretuberanze ossee molto simili a zanne sulla mandibola inferiore.

## Biologia
La femmina, durante la stagione delle piogge, depone degli ammassi di grosse uova nelle cavità che si formano alla base degli alberi. Gli esemplari sono attivi in genere di notte e sono prevalentemente terrestri.

## Distribuzione e habitat
La specie è originaria degli ambienti boscosi della Papua Nuova Guinea e delle isole Salomone, dove è molto diffusa. In passato è stata largamente esportata in Europa, commercializzata come animale da compagnia.
Vive sul suolo delle foreste tropicali, ma anche in aree degradate come la foresta secondaria e gli spazi urbani, spesso mimetizzata tra le foglie. Il suo nome deriva dalle escrescenze (o "corni") presenti sulla testa, che contribuiscono al mimetismo.